# Saint-Victor-Rouzaud
Saint-Victor-Rouzaud – miejscowość i gmina we Francji, w regionie Oksytania, w departamencie Ariège.
Według danych na rok 1990 gminę zamieszkiwało 157 osób, a gęstość zaludnienia wynosiła 12 osób/km² (wśród 3020 gmin regionu Midi-Pireneje Saint-Victor-Rouzaud plasuje się na 906. miejscu pod względem liczby ludności, natomiast pod względem powierzchni na miejscu 882.).